# 彻迪克
彻迪克（467年—534年）可能是威塞克斯王国的第一个国王（519年—534年在位），盎格鲁-撒克逊编年史中说他是之后每一个威塞克斯国王的祖先。隨後的威塞克斯國王都被編年史聲稱以某種關連為徹迪克的子嗣而繼承王位。徹迪克的出身、種族，甚至他的存在都備受爭議。儘管後來的威塞克斯國王聲稱他是威塞克斯的創始人，同時代的人會將他視為一個民間或部落群體“格威塞”的國王。而史上第一位自稱“西撒克遜人的國王”的格威塞國王是卡德瓦拉在686年憲章中的自稱。

## 語源學
大多數學者認為徹迪克這個名字是不列顛語——Ceretic名字的一種形式——而不是起源於日耳曼語。根據不列顛起源假說，徹迪克源自英國名稱Caratīcos 或 Corotīcos。這可能表明徹迪克是土生土長的英格蘭人，並且隨著時間的推移，他的王朝變得英國化。這種觀點得到了他的一些後代的潛在非日耳曼名字的支持，包括查烏林、賽達和卡德瓦拉。 

## 背景

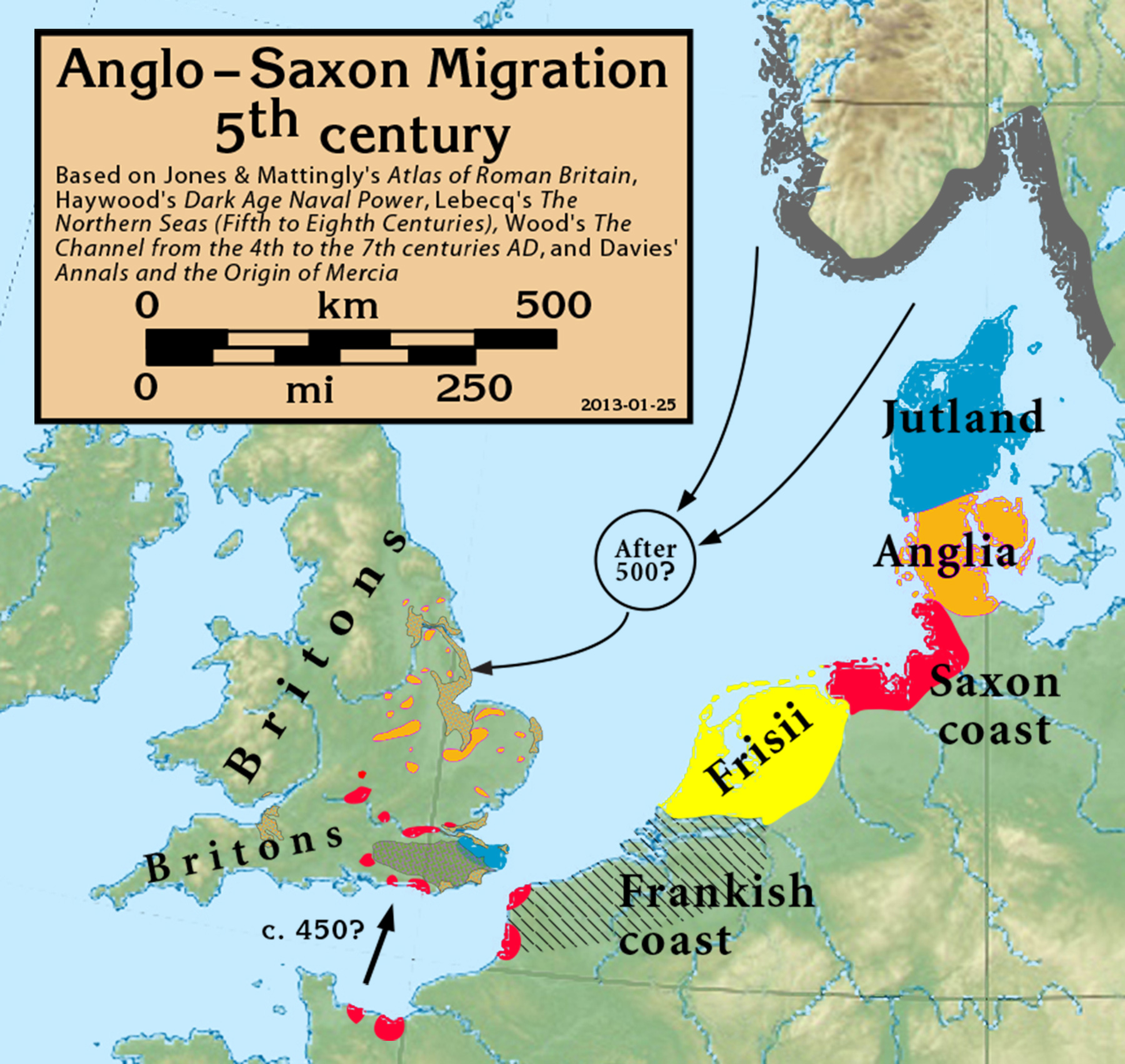

《盎格魯-撒克遜編年史》提供了一個譜系，將徹迪克的祖先追溯到奧丁和上古時代的族長。肯尼思·賽瑟姆已經表明，這個譜系是對伯尼西亞諸王譜系進行詳細闡述的過程借來的，因此在徹迪克本人之前譜系沒有歷史基礎。
諾威爾邁爾斯指出，當徹迪克和金里克首次出現在盎格魯-撒克遜編年史中的495年時。 他們被描述為在那個時候只是一個相當初級的貴族。邁爾斯指出
因此，奇怪的是在這裡用它來描述聲稱是一個獨立的入侵者集團的領袖，他們的起源和權威沒有另外說明。看起來很像是在傳達一種暗示，即徹迪克和他的人民的地位歸功於他們已經在撒克遜海岸的這一部分處理羅馬當局下的行政事務。
此外，直到519年徹迪克和金里克被記錄為“開始統治”，這表明他們不再是附屬的附庸或貴族，而是憑藉自己的權利成為獨立的國王。
總結起來，邁爾斯認為
因此，有可能……將徹迪克視為在撒克遜海岸西端擁有廣泛領土利益的部分不列顛貴族家族的首領。因此，他很可能在羅馬或亞羅馬勢力的最後日子裡被委託為其防禦。然後，他將成為後來盎格魯-撒克遜人的術語中可以描述為貴族的人……如果像徹迪克這樣占主導地位的本土家族已經與撒克遜海岸盡頭的現有撒克遜人和朱特人定居者發展血緣關係，一旦有效的羅馬勢力消退，很可能會非常誘惑。可能已經把事情掌握在自己手中，並且在消除競爭的不列顛酋長的任何倖存的抵抗力量之後，例如在508年的神秘納坦勞德，他才可以“開始統治”而不承認未來任何更強的勢力
徹迪克的父親艾麗莎已被一些學者認定為羅馬-不列顛文化的埃拉菲烏斯，與歐塞爾的日耳曼努斯會面的“該地區的首領”。

## 威塞克斯國王

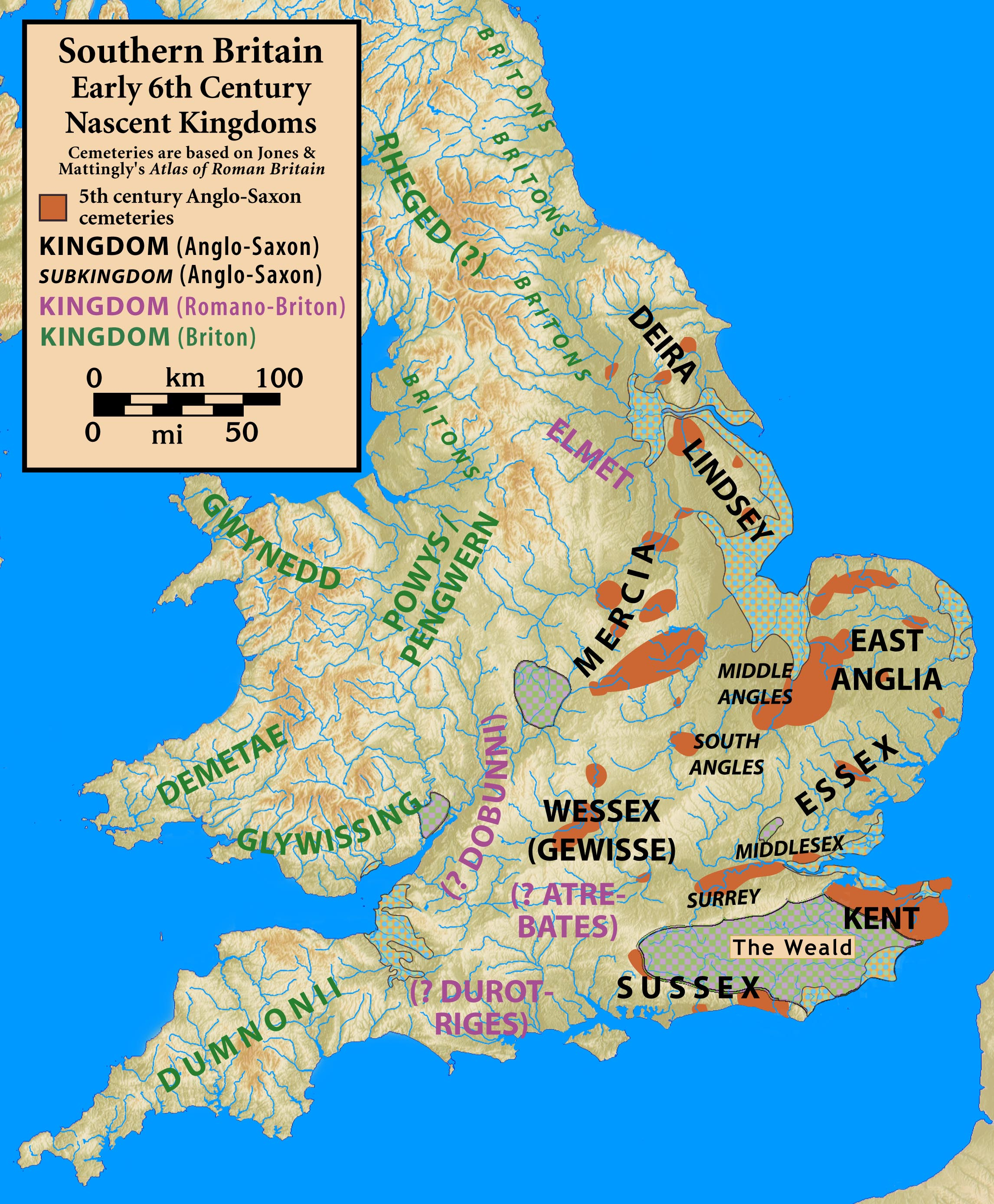
6世紀早期的不列顛南岸

根據盎格魯-撒克遜編年史，徹迪克與他的兒子金里克乘坐五艘船於495年登陸在今天的漢普郡。508年，彻迪克在納坦萊加打敗並殺死不列顛國王納坦勞德，並於519年在賽迪斯萊格打杖。“納坦萊加”通常被認為是漢普郡的內特利沼澤，賽迪斯萊格是查福德（徹迪克的城堡）。其後再征服懷特島，並於519年建立威塞克斯王國。據說彻迪克於534年逝世，由兒子金里克繼承威塞克斯王國王位。 
編年史中威塞克斯的早期歷史被認為是不可靠的，有重複的事件報導和看似矛盾的信息。大衛·鄧維爾認為徹迪克真正的統治日期是538年至554年。一些學者認為，徹迪克是在巴頓山戰役中被英格蘭人擊敗的撒克遜領袖，可能在490年（也可能更晚，但不遲於518年）戰鬥。如果鄧維爾是正確的，情況就不是這樣，而其他人將這場戰鬥誤以為是埃爾或另一位撒克遜領導人，因此威塞克斯王國的起源似乎比仍存在的傳統版本提供的資料更複雜。
一些學者甚至認為徹迪克是一個純粹的傳奇人物，但這是少數人的看法。《盎格魯-撒克遜編年史》是徹迪克的最早來源，於9世紀後期編纂而成。雖然它可能確實記錄了威塞克斯建立的現存傳統看法，但其間的400年意味著不能假設該資料來源是準確的。史冊《盎格魯-撒克遜編年史》，以及該來源對後來國王記載中的家譜血統，都描述了徹迪克由他的兒子金里克繼承。然而，作為編年史手稿序言的族譜君主名單反而在他們之間插入了一代人，表明徹迪克是克里奧達的父親和金里克的祖父。
徹迪克的血統成為後來威塞克斯國王的必要資格，他被稱為威塞克斯國王埃格伯特的祖先，英格蘭王室的祖先以及隨後的英格蘭和英國統治者。

## 外部連結
- 本条目包含来自公有领域出版物的文本: Chisholm, Hugh (编). .  (第11版). London: Cambridge University Press. 1911.
- 盎格魯-撒克遜英格蘭的擬態學 Cerdic 1 （页面存档备份，存于）
- 盎格鲁撒克逊编年史上说他和他的儿子抵达汉普（彻迪克篇）

| 彻迪克威塞克斯王朝出生于：467年逝世於：534年 | 彻迪克威塞克斯王朝出生于：467年逝世於：534年 | 彻迪克威塞克斯王朝出生于：467年逝世於：534年 |
| 統治者頭銜                                   | 統治者頭銜                                   | 統治者頭銜                                   |
| -------------------------------------------- | -------------------------------------------- | -------------------------------------------- |
| 新頭銜 撒克遜人來到英格兰南部                | 威塞克斯国王 519年—534年                     | 繼任者： 金里克                              |